# José Ángel Uribarrena
José Ángel Uribarrena Díez (Portugalete, Vizcaya, 8 de enero de 1969) es un exfutbolista español que se desempeñaba como delantero.

## Trayectoria
Se formó en la cantera del Athletic Club. El delantero portugalujo debutó, siendo un juvenil (17 años), en Segunda División con el Bilbao Athletic de la mano de Txetxu Rojo (4 de enero de 1987). En la temporada 1988-89 fue máximo goleador del filial, con 20 goles, y logró el ascenso a Segunda División.
El 29 de octubre de 1989, Howard Kendall le hizo debutar con el primer equipo en una victoria por 3 a 0. Durante la campaña 1989-90 y 1990-91 combinó apariciones esporádicas con el primer equipo y titularidades con el filial rojiblanco.
En la temporada 1991-92 marchó cedido al C.D. Logroñés, donde anotó su primer gol en Primera División en el empate a dos goles frente al F. C. Barcelona en el viejo Las Gaunas. En noviembre de 1992 volvió a ser cedido al equipo riojano tras haber disputado sólo un partido con el Athletic Club. Estuvo en el equipo bilbaíno durante toda la temporada 1993-94, disputando 19 partidos y anotando su único gol con el primer equipo ante el Sevilla.
Ante la falta de oportunidades, abandonó definitivamente el club para fichar por el R.C. Celta de Vigo (Primera División) en un traspaso valorado en 30 millones de pesetas. En su debut con los celestes, en la primera jornada liguera, anotó un gol en el empate a uno ante el Albacete Balompié. Este tanto sería el único gol con los gallegos. En 1995 abandonó Vigo para fichar por la U.D. Almería, recién ascendida a Segunda División. Tras dos temporadas, la última en blanco, abandonó el equipo almeriense. En 1997 fichó por el Aurrera de Vitoria, donde pasó tres temporadas. Terminó su carrera en la temporada 2000-01, tras un fugaz paso por el G.D. Chaves.

## Clubes
| Club               | País     | Año       |
| ------------------ | -------- | --------- |
| Bilbao Athletic    | España   | 1987-1991 |
| Athletic Club      | España   | 1989-1991 |
| C.D. Logroñés      | España   | 1991-1992 |
| Athletic Club      | España   | 1992      |
| C.D. Logroñés      | España   | 1992-1993 |
| Athletic Club      | España   | 1993-1994 |
| R.C. Celta de Vigo | España   | 1994-1995 |
| U.D. Almería       | España   | 1995-1997 |
| Aurrera de Vitoria | España   | 1997-2000 |
| G.D. Chaves        | Portugal | 2000-2001 |